# Baktalórántháza
Baktalórántháza es una ciudad del condado de Szabolcs-Szatmár-Bereg, en la región de Észak-Alföld, al noreste de Hungría.

## Geografía
La ciudad cubre un área de 35,25 kilómetros cuadrados (14 mi²) y tiene una población de 3,987 personas (2015).

## Historia
Baktalórántháza ha sido habitada desde finales de la Edad del Cobre. Los primeros documentos escritos que hablan de la ciudad, llamado Bakta en aquel entonces, se remontan a 1271.
La construcción del Castillo de Bakta fue realizada entre 1618 y 1638 por orden del Conde Laszlo Barkoczy. En la década de 1710, Francisco Rákóczi II se hospedó frecuentemente en el castillo.

## Religión
La Iglesia católica ha tenido una especial importancia en la vida de la ciudad desde la Edad Media. La iglesia católica local se construyó en 1282.
La ciudad cuenta también con una iglesia greco-católica, que fue construida en 1842, en estilo Barroco tardío.
La iglesia presbiteriana fue construida en el siglo XVII y se le añadió un campanario entre 1842 y 1844.

## Educación
Baktalórántháza se encuentra geográficamente en el centro del condado. Contar con un instituto con 1.500 estudiantes hace de la ciudad un importante núcleo educativo. A esta institución asisten incluso alumnos de Rumania.

## Relaciones internacionales

### Ciudades hermanas
Baktalórántháza está hermanada con:
- Łańcut en Polonia[2]